# Pegomya maniceiformis
Pegomya maniceiformis är en tvåvingeart som beskrevs av Feng, Liu och Zhou 1984. Pegomya maniceiformis ingår i släktet Pegomya och familjen blomsterflugor. Inga underarter finns listade i Catalogue of Life.